# 금융조합
금융조합(金融組合)은 대한제국 시대인 1907년에 설립된 금융기관이다. 1956년 농업은행이 되었다.

## 역사
1907년 5월 대한제국에서 '지방금융조합규칙'과 '지방금융조합설립에 관한 건'이 공포되었고, 그 해 8월에 광주(光州)지방금융조합이 설립되었으며 1910년 6월까지 130개로 늘어났다. 지금의 신협과도 비슷한 서민금융기관이었다.
1914년과 1918년에 법령 개정으로 농촌과 도시에도 조합을 설치하고 각 도 금융조합연합회를 결성하였고, 1918년 6월 '금융조합령'이 제정되면서 지방금융조합도 금융조합으로 명칭이 변경되었다.
1928년 9월 조선금융조합협회가 결성되었지만 운영이 원활하지 않자 해체되고 1933년 조선금융조합연합회가 결성되었다.
1945년까지 912개의 조합이 있었으며 1956년에 농업은행의 설립으로 대한금융조합연합회가 해산되었다.